# Calathea metallica
Calathea metallica là một loài thực vật có hoa trong họ Marantaceae. Loài này được Planch. & Linden mô tả khoa học đầu tiên năm 1855.